# Майнот (Мен)
Майнот (англ. Minot) — місто (англ. town) в США, в окрузі Андроскоґґін штату Мен. Населення — 2766 осіб (2020).

## Демографія
Згідно з переписом 2010 року, у місті мешкало 2607 осіб у 1001 домогосподарстві у складі 757 родин. Було 1056 помешкань
Расовий склад населення:
| - 97,8 % — білих - 0,3 % — чорних або афроамериканців - 0,3 % — азіатів - 0,2 % — корінних американців |

До двох чи більше рас належало 1,3 %. Частка іспаномовних становила 0,8 % від усіх жителів.
За віковим діапазоном населення розподілялося таким чином: 23,2 % — особи молодші 18 років, 65,2 % — особи у віці 18—64 років, 11,6 % — особи у віці 65 років та старші. Медіана віку мешканця становила 42,3 року. На 100 осіб жіночої статі у місті припадало 100,7 чоловіків;  на 100 жінок у віці від 18 років та старших — 97,8 чоловіків також старших 18 років.
Середній дохід на одне домашнє господарство  становив 91 943 долари США (медіана — 67 961), а середній дохід на одну сім'ю — 99 188 доларів (медіана — 68 421). Медіана доходів становила 46 813 долари для чоловіків та 36 000 доларів для жінок. За межею бідності перебувало 5,8 % осіб, у тому числі 6,7 % дітей у віці до 18 років та 5,9 % осіб у віці 65 років та старших.
Цивільне працевлаштоване населення становило 1275 осіб. Основні галузі зайнятості: освіта, охорона здоров'я та соціальна допомога — 22,8 %, виробництво — 12,0 %, роздрібна торгівля — 10,1 %, фінанси, страхування та нерухомість — 10,0 %.